# Casa de Balda
La casa de Balda o de Valda es uno de los más ilustres y antiguos linajes de la provincia española de Guipúzcoa, reputada de parientes mayores en época anterior a las veinticuatro casas calificadas por el monarca Carlos I de España. Este noble linaje fue la primera raza que habitó en Azcoitia, tenían su casa solar y Palacio en dicha villa. Era casa de Parientes Mayores y del bando gamboíno, y casa solar muy conocida y de la primera estimación y antigüedad de la provincia de Guipúzcoa.
La Casa-Torre de Balda fue incendiada en 1318, y asaltada posteriormente en 1420 por el bando de los oñacinos; en 1456 fueron derribadas sus torres y almenas, pero se reedificó junto con la casa torre de la familia Loyola.

## Historia genealógica

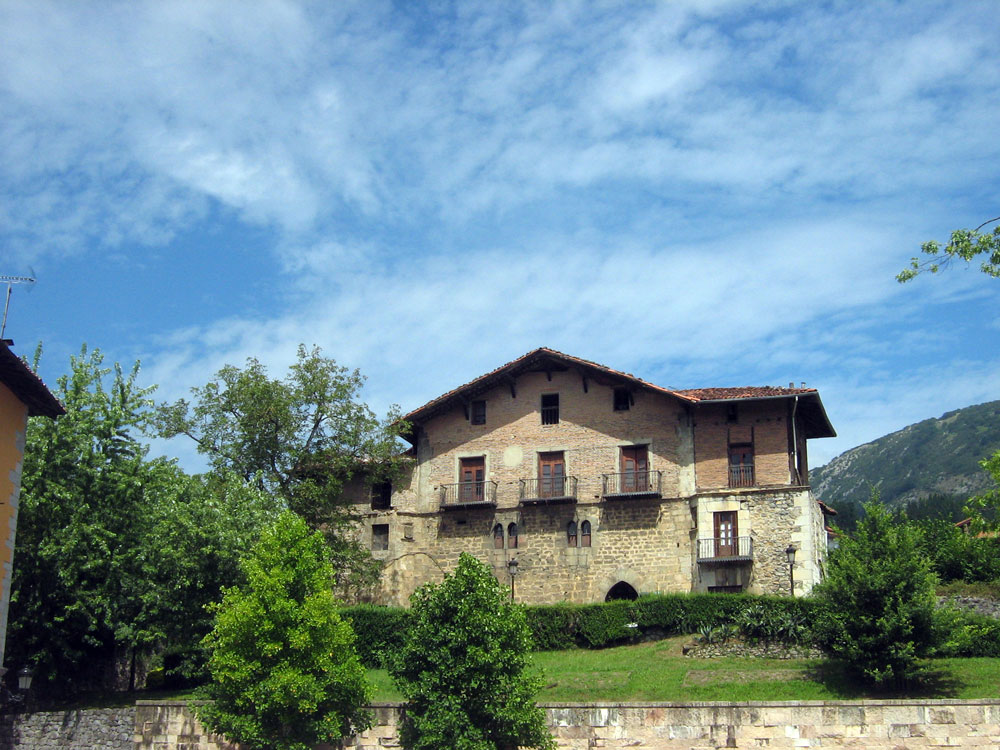
Casa-Torre de Balda.

Expuesta por Juan Carlos de Guerra en sus Linajes bascongados, obra citada en la bibliografía.
- Martín de Valda, I señor de la casa de Balda, vivió en los tiempos del rey Fernando III de Castilla.

- Juan Martínez de Balda, II señor de la casa de Balda. Vivió en tiempos del rey Alfonso X de Castilla, siendo uno de los principales caballeros de Guipúzcoa y señor del patronato real de la iglesia monasterial de la parroquia de Santa María, llamada de Valda. Esta iglesia de Balda perteneció primero a los Caballeros templarios; extinguida esta Orden, pasó a la Corona de Castilla, y ésta cedió su patronato a la casa de Balda; se la llamaba monasterio, término que entonces equivalía a patronato de legos. Esta iglesia fue incendiada en 1318.

- Pedro Ibáñez de Balda , III señor de la casa de Balda, vivió en tiempos de los reyes Sancho IV de Castilla y Fernando IV de Castilla. Fue asesinado en 1318.

- Pedro López de Balda, IV señor de la casa de Balda, quedó huérfano siendo niño. Pudo sobrevivir a la muerte de su padre y abuelo gracias a su criada lo escondiera de sus enemigos los oñacinos. Se crio en Vizcaya. Al ser mayor de edad, reclamó a su tío Martín Ibáñez de Balda los bienes de la casa, de los que éste se había apropiado. Pedro López de Balda sirvió al rey Alfonso XI de Castilla desde su juventud y fue Escudero de su Casa, recibiendo de aquel varias mercedes, entre ellas la confirmación del dicho Patronazgo para toda su vida en Carta Real en Sevilla el 7 de octubre de 1327.

- Ochoa López de Balda, V señor de la casa de Balda reinando Alfonso XI de Castilla al tiempo que se fundó la villa de Azcoitia o Miranda de lraurgui por Carta Puebla de 3 de julio de 1331. El mismo año por Carta Real de fecha 29 de diciembre obtuvo la confirmación del patronato de Santa María de Balda, que fue siempre uno de los de mayor renta de estas tierras de cuantos hay en ellas a merced de los reyes. Ochoa López de Balda fue Pariente Mayor del bando gamboíno que luchó contra los oñacinos en el segundo combate del vado de Usúrbil. Fue desjarretado, y encontrándolo por la noche gravemente herido, lo rescataron los suyos que lo habían dado por muerto y así escapó de las heridas. Sirvió en muchas guerras a al rey Alfonso XI de Castilla, así como a Pedro I de Castilla y a Enrique II de Castilla.

- Pedro López de Balda, VI señor de la casa de Balda, llamado como su abuelo, vivió en los tiempos del rey Enrique II de Castilla y su hijo el rey Juan I de Castilla, por cuya gracia y merced gozó del patronazgo mediante Carta Real dada en Burgos el 11 de agosto de 1379. Según el cronista Juan Carlos de Guerra, el hermano de Pero López de Balda, Ochoa López de Balda, continuó con el mayorazgo de la casa de Balda.

- Ochoa López de Balda, VII señor de la casa de Balda. Llamado en algunas relaciones Fortuño de Balda y también apodado “el Abuelo”. Participó con los gamboínos en la quema de la casa de Marzana en Vizcaya, en 1387, y obtuvo del rey Enrique III de Castilla la confirmación del patronato de Azcoitia y del patronato del monasterio de Balda mediante Carta Real fechada en las Cortes de Burgos a 20 de febrero de 1392. Contrajo matrimonio en primeras nupcias con María Ochoa de Berástegui, llamada también María López en algunas relaciones, hija legítima de García Martínez de Berástegui, señor del solar y Palacio de Berástegui, Pariente Mayor del bando oñacino en la villa de Berástegui, provincia de Guipúzcoa. En segundas con Constanza de Guevara, hija natural de Beltrán Vélez de Guevara, señor de Oñate. Del primer matrimonio nacieron: Inés de Balda Berástegui, que casó en Azpeitia con Pedro Martínez de Emparan Murguía y Esténaga; y María Ochoa o María López de Balda Berástegui, que casó en Mondragón con Juan Martínez de Oro, hijo de Ochoa Martínez de Oro, alcalde de dicha villa en 1401,y de Teresa Ibáñez de Avendaño. Del segundo matrimonio de Ochoa López de Balda con Constanza de Guevara nacieron: Ladrón de Balda Guevara, que sigue la línea; Fortún de Balda Guevara, que falleció peleando por los oñacinos en 1420; y María López de Balda Guevara, que casó en la villa de Deva con Sancho Martínez de Lastur, siendo padres de María Sáez de Lastur y Balda, también llamada Marquesa o Gracia Sáez de Balda, sucedió en la casa de Balda a su tío Ladrón de Balda Guevara. María Sáez de Lastur y Balda casó con Martín García de Licona, natural de la Villa de Ondarroa, en el señorío de Vizcaya, de noble y antiguo linaje, conocido como el Doctor Ondarroa. El Doctor Ondarroa pagó todas las deudas que había contraído la familia y consiguió recobrar el Patronazgo que por sanción real había perdido la familia Balda.

- Ladrón de Balda Guevara, VIII señor de la casa de Balda y vasallo del rey Enrique IV de Castilla, preeminencia que correspondía en aquel tiempo a Ricohombre. Fue también patrón de la iglesia parroquial de Santa María de Balda, en Azcoitia, y caballero principal y de la primera estimación de Guipúzcoa entre los Parientes Mayores del bando gamboíno. Ladrón de Balda, Martín Ruiz de Avendaño y Juan López de Lazcano, señor de Lazcano, los tres vasallos del rey Enrique IV de Castilla, fueron los caudillos principales que, por si y sus parientes y confederados, desafiaron a ocho villas de Guipúzcoa en julio del año 1456. Casó con Constanza de Tobar, de la que no tuvo sucesión. Falleció desterrado en la villa de Jimena, frontera de los moros, en el Reino de Andalucía, el año de 1457, por sentencia del rey Enrique IV de Castilla a causa de las diferencias de los bandos oñacino y gamboíno. En el solar de Balda le sucedió su sobrina María Sáez de Lastur y Balda que sigue en la línea. Ladrón de Balda Guevara tuvo un hijo natural, Pedro de Balda o de Silva. Según consta en escritura pública del 29 de octubre de 1459, Pedro de Balda o de Silva vendió la casa y señorío de Balda al Doctor Martín García de Licona, esposo de María Sáez de Lastur y Balda.

- María Sáez de Lastur y Balda, IX señora de la casa de Balda, también llamada Marquesa o Gracia Sáez de Balda, sucedió en la casa de Balda a su tío Ladrón de Balda Guevara. Contrajo matrimonio con Martín García de Licona, consejero del rey Enrique IV de Castilla, natural de la villa de Ondarroa, en el señorío de Vizcaya, de noble y antiguo linaje, conocido como el Doctor Ondarroa. En aquel tiempo debido a la cruenta guerra de bandos la casa de Balda fue derribada por orden del el rey Enrique IV de Castilla. Llena de deudas por el mal gobierno de Ladrón de Balda Guevara, el Doctor de Ondarroa consiguió recobrar el patronato que por sanción real habían perdido la familia Balda. María Sáez de Lastur y Balda y Martín García de Licona fueron padres de: Juan que sigue en la línea; Juana Sáez de Licona y Balda, que casó con Nicolás de Larraspuru; y Marina Sáez de Licona y Balda, que en 1466 casó con Beltrán Ibáñez de Oñaz  y Loyola, padres de San Ignacio de Loyola.

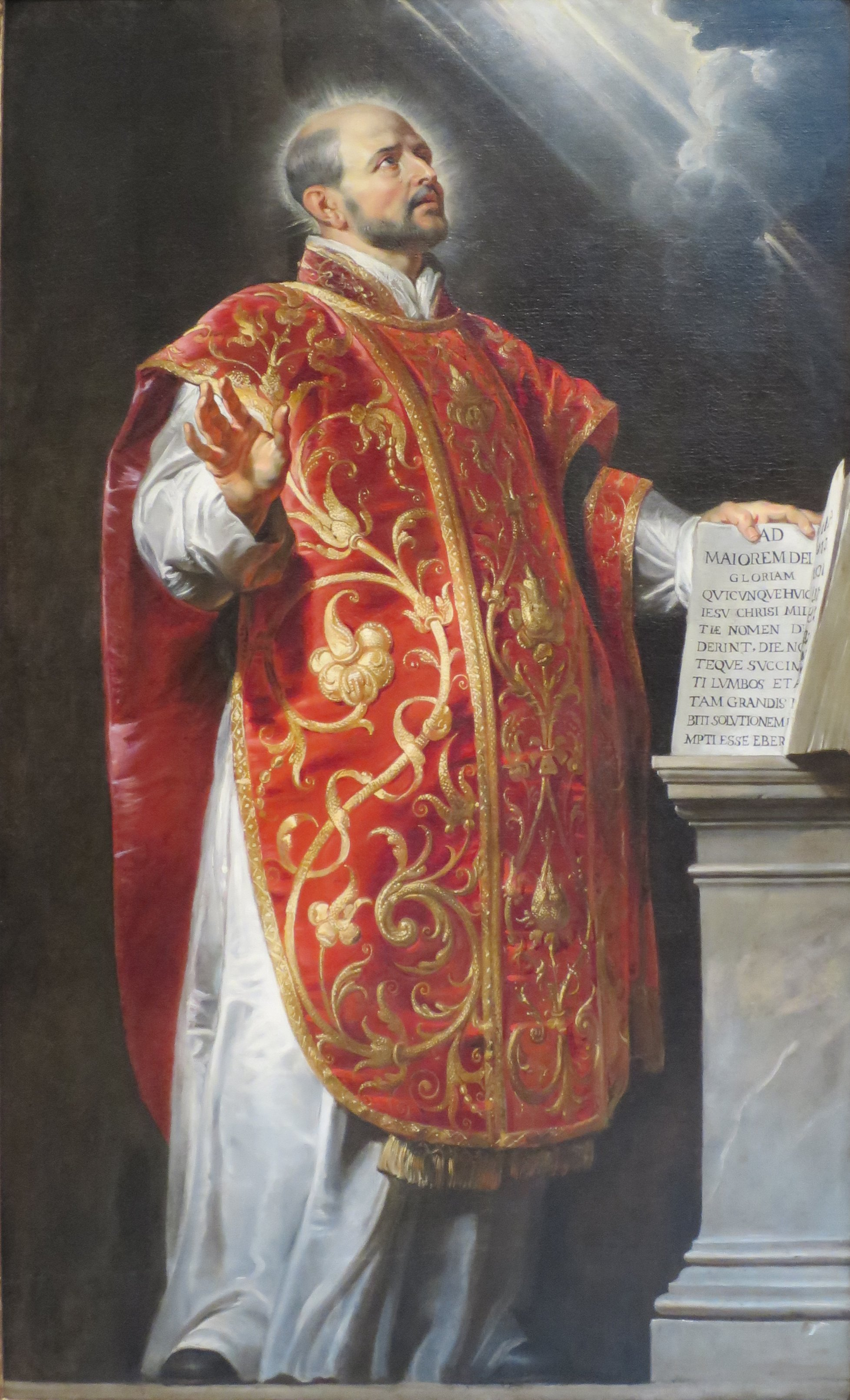
San Ignacio de Loyola (1620-1622) por Pedro Pablo Rubens, Museo Norton Simon de Pasadena.
El pintor representó al santo con un libro
en el que se lee el lema jesuita
Ad maiorem Dei gloriam.

- Juan García de Balda, X señor de la casa de Balda, obtuvo el privilegio del patronato del monasterio de Balda, dado por el rey Enrique IV de Castilla en 1463 y confirmado por el Papa Paulo II en 1469. Fue señor de la casa de Balda en 1473, nombrado como tal el 15 de enero de 1475, en la proclamación de los Reyes Católicos en Guipúzcoa. Sirvió al rey Enrique IV de Castilla en las fronteras de Francia y luego a los Reyes Católicos en las campañas de Portugal y Granada. Casó en 1460 con María Ortiz (Beatriz) de Gamboa y Butrón, hija legítima de Martín Ruiz de Avendaño Gamboa y Olaso, señor de estos solares y de Juana Ibáñez de Butrón y Múgica hija de Gómez González de Butrón y Múgica, VII señor de la casa de Butrón, fortalezas de Zaballa, Abadiano y Ochandiano y del valle de Aramayona; y de Elvira Sánchez de Leyva, tataranieta por línea materna del rey Alfonso XI de Castilla, naciendo de ese enlace, como consta en una ejecutoria despachada en la Real Chancillería de Valladolid el año de 1544, los siguientes hijos: Pedro Vélez de Balda y Gamboa; Martín García de Balda y Gamboa; Hernando de Balda y Gamboa, que sigue la línea; y Ladrón de Balda. Este último contrajo matrimonio en segundas nupcias con Inés de Garibay y Galarza, señora de la casa de Garibay. Fueron padres de María Ortíz de Balda y Gamboa, esposa de Juan Martínez de Emparan, V señor de la casa de Emparan de este solar en la villa de Azpeitia; María Ortíz de Balda casada con Martín Ibáñez de Jausoro, señor de la casa de Jausoro de quienes descienden los marqueses de Narros y los señores de la casa de Emparan de Azpeitia.[1]

- Hernando de Balda y Gamboa, XI señor de la casa de Balda. Patrono del monasterio de Santa María la Real de Azpeitia por Reales Cartas dadas en Sevilla a 7 de marzo de 1500 y en Valladolid a 22 de diciembre de 1509. Sirvió jusnto a su padre y criados a los Reyes Católicos en el año de 1512, cuando el ejército franco-navarro invadió las fronteras de Guipúzcoa y puso en sitio a la ciudad de San Sebastián el 17 de noviembre del mismo año, según consta en Real Cédula del rey Fernando II de Aragón el Católico despachada para los Parientes Mayores de Guipúzcoa en la ciudad de Burgos, a 28 de mayo del año referido. También se halló en las batallas de Velate en 1512, de Noáin en 1521 y en Fuenterrabía en 1524. En su tiempo se trasladó la iglesia al Cuerpo de la villa, se renovaron los pleitos de los vecinos de Azcoitia sobre el patronato. Contrajo matrimonio en 1496 con María López de Guevara y Yarza, naciendo de esa unión: Juan de Balda y Guevara, que sigue la línea y Pascual de Balda y Guevara, que murió en vida de su padre en la batalla naval del Cabo de Urso, contra los franceses en 1528.

- Juan de Balda y Guevara, XII señor de la casa de Balda. No obtuvo el patronato que se concedió por Real Carta dada en Segovia a 2 de junio de 1534. Casó con María de Recalde e Idiáquez, hija de Juan López de Recalde, caballero de la Orden de Santiago, proveedor general de España y señor de  las casas solares de Recalde y Vizcargui, en la jurisdicción de la villa de Azcoitia, y de su mujer Lorenza de Idiáquez o Idiacaiz, hija de esta casa solar y Torre en la misma villa, de la que tuvo los siguientes hijos: Lorenza de Balda y Recalde, que sigue la línea y María Ortiz de Balda y Recalde, esposa de Francisco de Idiáquez, señor de la casa solar y torre de Idiáquez.

- Lorenza de Balda y Recalde o de Gamboa, XIII señora de la casa de Balda, y después también de las de Recalde y Vizcargui, con sus mayorazgos. Nacida en Valladolid en 1536, casó en esta villa mediado el siglo con Lorenzo Suárez de Figueroa y Cárdenas, natural de Llerena, gentilhombre de boca del rey Felipe II, hijo segundón de Alonso de Cárdenas y Portocarrero, I conde de la Puebla del Maestre, comendador de Mérida en la Orden de Santiago, y de Elvira de Figueroa, su mujer, señora de Lobón, hija de los II condes de Feria.

- Alonso de Cárdenas y Balda, XIV señor de la casa de Balda, de las de Recalde y Vizcargui y del mayorazgo de la Torre del Fresno, corregidor de las ciudades de Úbeda, Baeza y Córdoba. Casó tres veces: la primera en Sevilla con María de Zárate y Recalde, su tía segunda, natural de esta ciudad (c.1555-1588), hija de Diego Ortiz de Zárate, señor de la torre de Zárate en Artómaña (Álava), caballero de las Órdenes de Santiago y de la Espuela Dorada, contador de la Casa de Contratación de Indias, natural de la ciudad de Orduña, y de María de Recalde e Idiáquez, su mujer, nacida en Azcoitia y hermana entera de la abuela materna de Alonso (también llamada María). En segundas casó con Isabel Pimentel, su sobrina segunda, hija de Alonso de Cárdenas y Toledo, III conde de la Puebla del Maestre, y de Catalina de Mendoza su mujer, de los marqueses de Mondéjar. Y su tercera mujer fue Juana Ángela Manrique, dama de la infanta Catalina Micaela y de la reina Margarita de Austria, hija de Francisco de Orense Manrique, señor de Amaya, Peones y Melgar de Yuso, alférez mayor de la ciudad de Burgos, y de Isabel de Bernuy y Barba, de los señores de Benamejí. Del primer matrimonio nacieron:

1. Lorenzo de Cárdenas Valda y Zárate, que sigue la línea.
2. Alonso de Cárdenas Valda y Zárate, paje del príncipe Don Felipe y caballero de la Orden de Alcántara en 1599, que nació en Sevilla hacia 1578 y murió mozo.
3. Diego de Cárdenas y Balda, que nació en Sevilla en 1581 y se crio en Azcoitia al lado de su abuela paterna, Lorenza de Balda. Testó en Madrid el 6 de febrero de 1654 ante el escribano Francisco Suárez. Fue caballero de la Orden de Santiago, maestre de campo general de las armadas de Portugal y superintendente del Consejo de Guerra de este reino, gobernador y capitán general del Yucatán en la Nueva España, capitán general de Guipúzcoa y ministro de los Consejos de la Guerra e Indias y de la Junta de ambos. Casó tardíamente en Sevilla hacia 1630, a su retorno de Méjico, con Ana Francisca de Portugal y Colón de Toledo, 28 años más joven que él, que litigó por la casa de Veragua. Su padre fue Diego de Portugal, nieto del I conde de Gelves. Su madre, Guiomar Colón de Toledo, era nieta del almirante Diego Colón y prima segunda de su marido. Tuvieron descendencia en que recayeron la casa de Balda y el condado de la Puebla del Maestre al extinguirse la de Lorenzo, el primogénito.
4. Fernando de Cárdenas Balda y Zárate, natural de Sevilla, bautizado el 30 de abril de 1582. Ingresó en la Orden de Santiago en 1619, sirvió en Flandes como capitán de Infantería española y murió célibe.
5. María de Cárdenas Valda y Zárate, dama de la reina Isabel de Borbón.
6. Y Francisco de Cárdenas Valda y Zárate, caballero de Santiago, castellano de Alejandría en el ducado de Milán.

 Y de la tercera tuvo una hija:
7. Lorenza de Cárdenas Manrique, que casó dos veces: primera con Francisco de Orense Manrique y Bernuy, su tío carnal, corregidor de Trujillo, que estaba viudo de Juana Zapata, y en segundas con el erudito escritor Lorenzo Ramírez de Prado, caballero de Santiago, familiar del Santo Oficio, ministro del Consejo de Castilla y embajador de S.M.C. cerca del rey Luis XIII de Francia. Sin sucesión de ninguno de los dos.

- Lorenzo de Cárdenas Valda y Zárate, IX conde de la Puebla del Maestre, XV señor de la casa de Balda y de las de Recalde y Vizcargui, de la villa de Lobón y del mayorazgo de la Torre del Fresno, caballero de la Orden de Calatrava en 1611, asistente y capitán general de Sevilla, presidente de la Casa de Contratación de Indias, gobernador de este Consejo y ministro también de los de Guerra y Estado. Nació en Valladolid el 12 de octubre de 1576, fue bautizado en la iglesia del Salvador y falleció en Madrid el 29 de septiembre de 1637. Casó con Juana de Herrera y Padilla.

- Diego de Cárdenas y Herrera (1602-1659), X conde de la Puebla del Maestre, I marqués de Bacares y III de Auñón, XVI señor de la casa de Balda, etc., caballero de Santiago, que fue como su padre asistente de Sevilla y su maestre de campo general. El marquesado de Bacares le fue otorgado por el rey Felipe IV en el año 1625, doce antes de suceder a su padre, como título de espera para los primogénitos de la casa de la Puebla del Maestre.

## Escudo de Armas

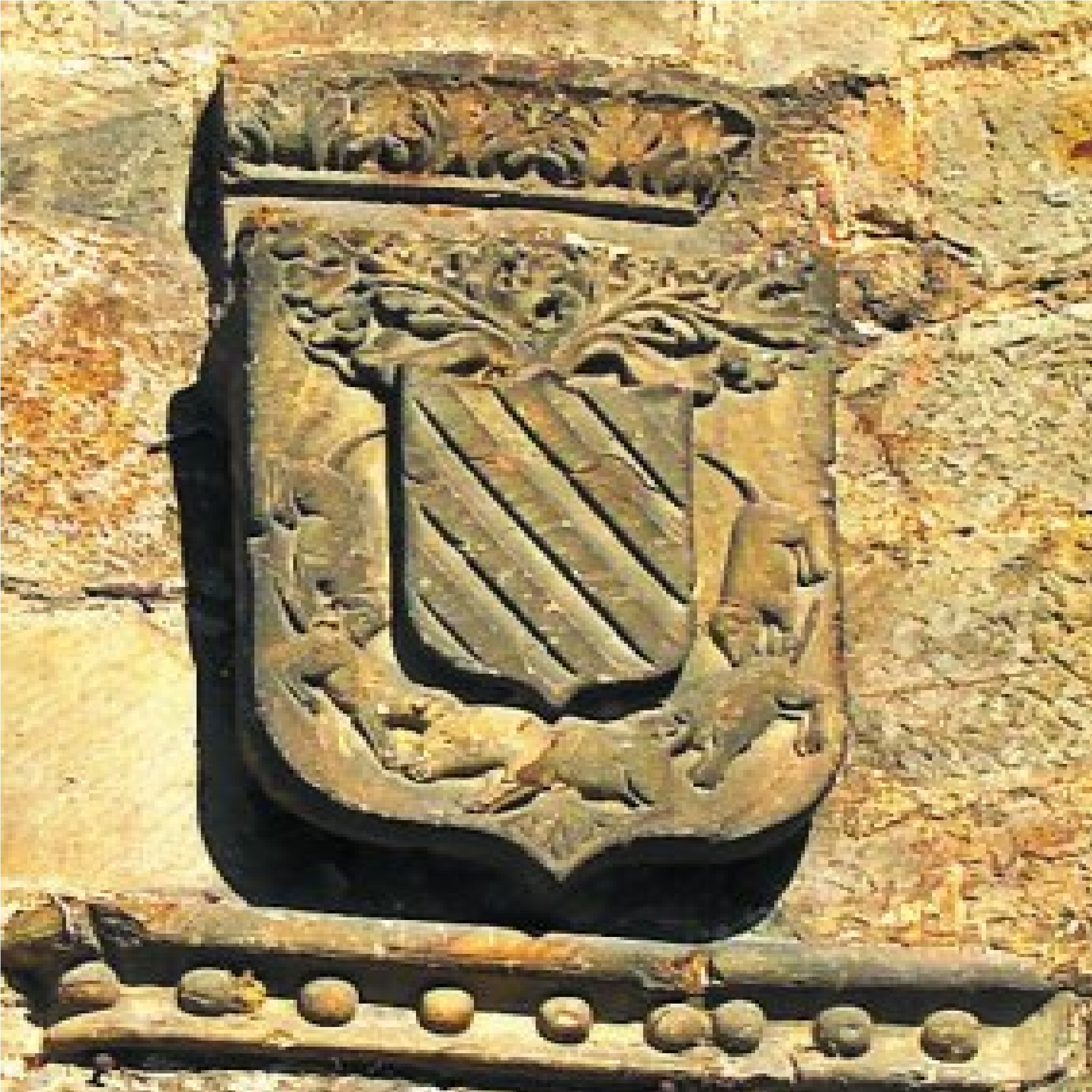
Antiguas Armas de la Casa de Balda

Las armas de la casa de Balda de la villa de Azcoitia, en un principio, traían en campo de oro, cinco bandas, de sable. Posteriormente, ese escudo primitivo fue organizado tal como luce hoy día en su fachada el solar de la Casa-Torre de Balda de Azcoitia: En campo de plata, un roble de sinople, de cuyas ramas pende sobre el tronco un escudete de oro, con las cinco bandas de sable, que son Balda, y, al pie del árbol, un jabalí andante, de sable, perseguido por cuatro perros blancos, dos a la derecha y otros dos a la izquierda, formando como una orla al escudete central, que son de la familia Berástegui.